# شيمون ليف
شيمون ليف (بالعبرية: שמעון לב‏) هو مصور إسرائيلي، ولد في 1 أغسطس 1962.